# Little Britain
Little Britain fue un programa televisivo británico de humor de treinta minutos de duración consistente en sketches sobre la vida en Gran Bretaña. Escrito por Matt Lucas, David Walliams y Andy Riley y dirigido por los dos primeros, fue emitido por primera vez en Radio 4 de BBC en 2001 y posteriormente, 3 años después, fue trasladado a la televisión en BBC Three. 
En España se emite regularmente en Canal + con subtítulos en español. En el canal catalán TV3 se estrenó en mayo del 2011 doblada al catalán.
Aunque en España ya se emitía subtitulado no lo hizo doblada en castellano hasta el 12 de junio de 2014 en el canal Neox. También fueron distribuidas en DVD las tres temporadas en versión original con subtítulos en castellano.

## Orígenes y evolución
El programa de radio fue emitido por primera vez en BBC Radio 4 en 2001, y en 2003 el programa fue traspasado a la televisión, en una serie de ocho episodios para BBC Three (es importante indicar que BBC Three es un canal que sólo emite en digital, y por lo tanto, su audiencia es más limitada). Se emitieron dos temporadas más, de seis capítulos cada una, y un especial de Navidad, Little Britain Abroad. La cuarta y última temporada también consta de 6 capítulos.
El programa se ha convertido en una serie de culto, prueba de ello es la fama que han adquirido muchas de las expresiones y frases hechas de los personajes en el Reino Unido. Hubo una gira teatral de Little Britain y se preparó una versión estadounidense del programa, emitida en 2007 por HBO. Un videojuego, Little Britain: The Video Game, fue puesto a la venta el 2 de febrero de 2007. También se planteó la posibilidad de filmar una película en Estados Unidos.
Gran parte del material de televisión fue adaptado de la versión de radio, pero con mayor énfasis en los personajes secundarios y las frases hechas. Como resultado de su éxito, la primera temporada fue repetida en BBC Two, cadena que emite para una audiencia mayor. A pesar de algunas reacciones contrarias, muchos críticos se mostraron entusiastas, y se firmó para una segunda temporada. Debido a su popularidad, volvió a ser emitida por BBC One a finales de diciembre, lo que causó un aumento de la audiencia. De todas formas, esta emisión no incluyó material de la primera temporada que fue considerado demasiado ofensivo para la audiencia de BBC One.
La emisión de la tercera temporada comenzó en noviembre de 2005, terminando seis semanas después. Tras su emisión, no se aclaró si habría otra, ya que muchos de los sketches sufrieron giros dramáticos o se agotaron. Lucas y Walliams mantuvieron conversaciones acerca de una cuarta temporada con BBC y mostraron su disposición a suprimir determinados personajes para hacer sitio a otros nuevos.
Pero en 2007 se empezó la emisión de la cuarta temporada, Little Britain USA, de 6 capítulos, la última de la serie. A finales de ese año se lanzó el Comic Relief Special, con la colaboración de la estrella invitada Elton John.

## Estilo y contenido
El formato del programa consiste en una serie de pequeños sketches protagonizados por una serie de personajes fijos, enlazados por la narración de Tom Baker (famoso por ser el Cuarto Doctor en Doctor Who), quienes presentan aspectos de la vida en Gran Bretaña con ironía y mordacidad, haciendo referencias absurdas al carácter nacional, como por ejemplo "Gran Bretaña, Gran Bretaña, Gran Bretaña... Tierra de adelantos tecnológicos. Hace más de diez años que hay agua corriente... y un túnel que nos lleva a Perú, e inventamos el gato" o "Gran Bretaña, Gran Bretaña, Gran Bretaña... Descubierta por Sir Henry Bretaña en 1610. Vendida a Alemania un año después por la promesa de un beso"
El estilo de Little Britain evolucionó a lo largo de los años. La versión radiofónica y la primera temporada en televisión solían basarse en conceptos surrealistas llevados a extremos lógicos (como por ejemplo, un hombre que "tiene doce años" y cuando no le venden un juego para mayores de trece, decide esperar). Los sketches que cautivan a la audiencia suelen ser aquellos en los que aparecen frases hechas.
El estilo surrealista y las múltiples escenas carentes de sentido han creado la teoría para algunas personas de que Little Britain es en realidad un universo o dimensión paralela habitada por todo tipo de lunáticos.
En ocasiones han colaborado personajes famosos, como por ejemplo Elton John, George Michael, Robbie Williams y Kate Moss, entre otros.

## Críticas
La segunda y tercera temporadas han recibido críticas centradas en el tratamiento a grupos minoritarios y también por profesores que indican que los niños que ven el programa tienden a imitar el comportamiento de los personajes. Según el escritor y periodista Owen Jones, el personaje de Vicky Pollard ha contribuido significativamente a extender los peores tópicos sobre las jóvenes británicas de clase trabajadora, fomentando el estereotipo clasista de madre soltera irresponsable, analfabeta y vulgar.
Los partidarios de la serie se defienden alegando que Little Britain se basa en un humor políticamente incorrecto, en la tradición de Monty Python, Bernard Manning, Curry and Chips y Benny Hill. A pesar de todo, los críticos definen las dos últimas temporadas como inferiores, basadas principalmente en bromas visuales, humor grotesco y frases hechas, en lugar de los elementos surrealistas que caracterizan a la primera temporada.

## Personajes de la serie

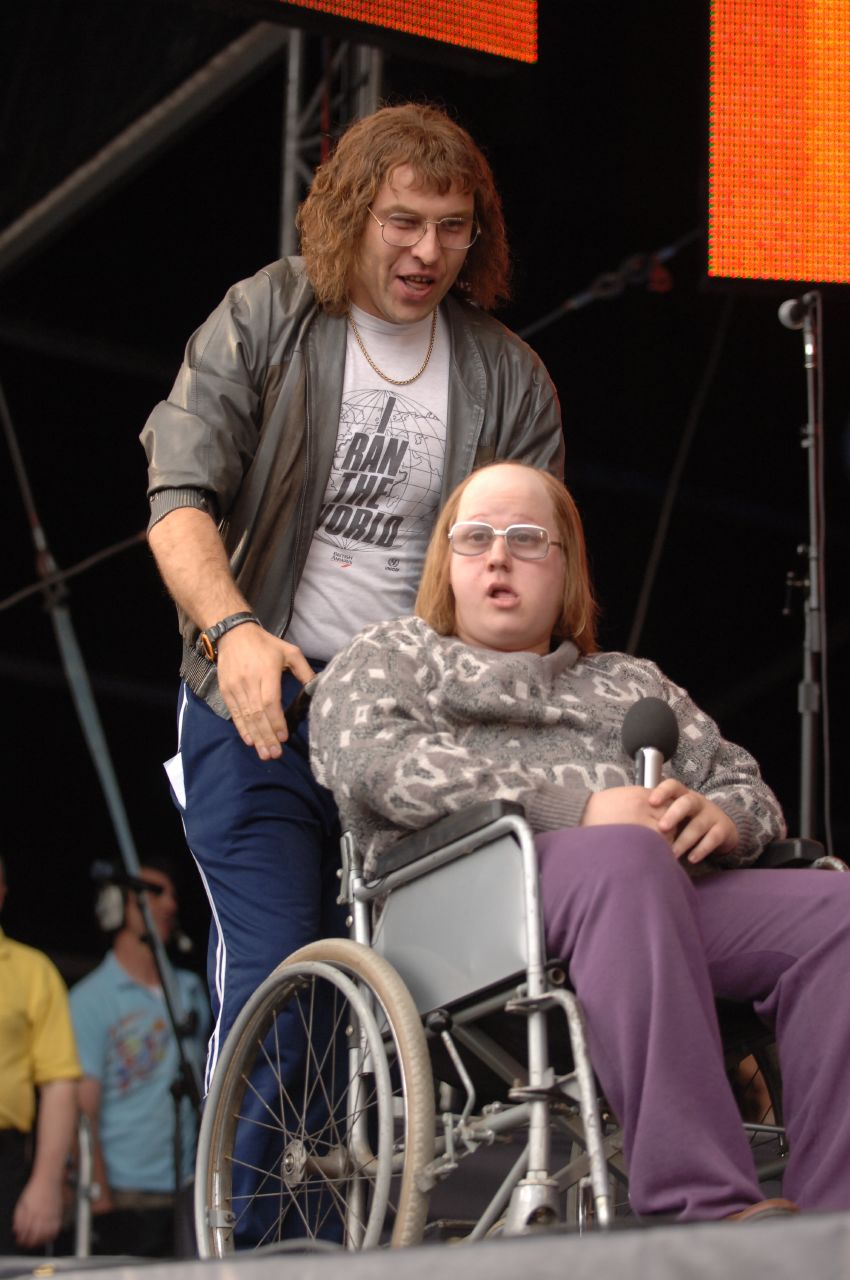
Lou Todd y Andy Pipkin, personajes de Little Britain.

Lou Todd y Andy Pipkin (Walliams y Lucas, respectivamente)
Andy finge necesitar una silla de ruedas para así poder tener a su servicio a un asistente personal para realizar todas sus tareas y trabajar para él. Lou es su amable e inocente amigo, que cree que el "pobrecito Andy no puede hacer nada por sí solo". Normalmente, cuando Lou le pregunta a Andy qué es lo que quiere, Andy expresa el primer capricho que le pasa por la cabeza, pese a que es obviamente una tontería (por ejemplo: "Quiero ir de vacaciones a Helsinki"). Lou insiste en que si está seguro, y Andy insiste en su respuesta. Cuando Lou satisface a su amigo, Andy siempre cambia de opinión en el acto. Por otro lado, Andy es capaz de ejercicio físico extremo cuando le apetece, aunque siempre sin que Lou se entere.
- Frases de Andy: "I want that one" (Quiero ese), cuando Lou le pregunta qué quiere. "Yeah, I know" (Sí, ya sé), cuando Lou le dice que dicha cosa no le gusta. "I don't like it" (no me gusta), cuando Lou cumple su capricho.

Vicky Pollard (Matt Lucas)
Estereotipo de una "vulgar" adolescente y madre soltera (en los rótulos de entrada se la ve con un cochecito con seis bebés). Es un personaje a través del cual se pretende ridiculizar la imagen de la paternidad adolescente "macarra". También ha tenido pequeños problemas con la ley (pequeños robos, consumo de alcohol en pubs, etcétera).
- Su frase: Cuando se le hace una pregunta, ella responde: Yes, but no, but yes, but no, but yes...(sí, pero no, pero sí, pero no, pero sí, pero no...), seguido de una larga parrafada sin sentido sobre las actividades de sus amistades.

Daffyd Thomas (Lucas)
Un homosexual que cree que es el "único gay del pueblo" (Llandewi Breffi, en Gales) y que constantemente niega la presencia de otros gais, pese a que su pueblo está plagado de ellos. Tiene un espíritu rebelde que desea sublevarse ante la opresión de una sociedad homófoba. Sin embargo, el resto de habitantes del pueblo acepta su homosexualidad sin darle mayor importancia y le prestan todo su apoyo. Es amigo de Mifanwy, la propietaria del pub local. Su bebida favorita es Bacardí con Coca-Cola.
- Sus frases: "But I am a gay" (pero soy gay). "Yeah, I'm gay, get over it!" (sí, soy gay, ¡supéralo!). "I am the only gay in the village..." (soy el único gay del pueblo...)

Bubbles DeVere (Lucas)
Una mujer obesa y ninfómana que vive en un balneario y es perseguida por no pagar. Después, el balneario recibe la visita de su exmarido, junto a Desiree (David Walliams), su nueva, gorda y negra esposa, con la que choca inmediatamente.
- Su frase: "Call me Bubbles, darling, everybody does" (Llámame Bubbles (burbujas), cariño, todo el mundo lo hace).-"Champagne, Champagne for everyone!" (¡Champaña, Champaña para todos!).

Marjorie Dawes (Lucas)
Es la líder del grupo de adelgazamiento Fat Fighters (Comilones Anónimos). Disfruta insultando al grupo, a pesar de ser ella obesa también (y amante del chocolate y los pasteles, "I love cake, I like it, Love cake! Love cake!"). Se ceba especialmente con Meera, una asistente de la India a la que no entiende, pese a que el inglés de Meera es excelente, y a Pat, una mujer especialmente obesa.
- Sus frases: Hablando de comidas sana: "Dust! anybody? no? Dust! Anybody? no?" (Polvo! ¿nadie? ¿no?). Hablando de comidas no sanas: "Chocolate" (aunque, demostrando su ignorancia, ella lo escribe "chucklet" o "choclit"). Hablando de Meera: "Do it again" (¿qué dijo?). Hablando de Pat: "Fat Cow" (vaca gorda).

Edward 'Emily' Howard (Walliams)
Travesti que intenta convencer a todo el mundo de que es una mujer, vestida al más puro estilo victoriano. El personaje está caracterizado por el uso puntual de una frondosa barba, por su uso "refinado" de palabras francesas y porque en un momento determinado de los sketches se ve obligado a mostrar algún rasgo de masculinidad evidente, como la voz grave o el uso del baño para hombres. A partir de la segunda serie, es acompañada por la también bigotuda Florence (Lucas).
- Su frase: "But I am a Lady!" (¡Pero si soy una señora!), "I do ladies things" (Hago cosas de señoras), "Two ladies for tea please" (Té para dos señoritas, por favor). Esta última la dice ya con la incorporación de Lucas como Florence.

Sebastian Love (Walliams)
Asistente del primer ministro, Michael Stevens, del que está profundamente enamorado, para descontento de éste. Se muestra celoso ante cualquier persona que se acerque al primer ministro, ya sean jefes de Estado, otros asistentes o su mujer. A partir de la cuarta temporada, se convierte en primer ministro.
- Su frase: Cuando algo o alguien le fastidia: "Whatever!" (¡Lo que sea!), "Be gentle with me Prime Minister" (Sea bueno conmigo, primer ministro).

Anne y el Dr.Lawrence (Walliams y Lucas, respectivamente)
El Dr. Lawrence es el psiquiatra que trata a Anne, hospitalizada por trastorno mental a tiempo parcial. Anne tiene frecuentes estallidos "de locura" y también momentos de lucidez ocasionales, principalmente cuando habla por teléfono. El Dr. Lawrence siempre muestra su orgullo y satisfacción por los supuestos avances en el tratamiento de Anne a pesar de su comportamiento alienado. Anne se obsesiona con el inspector del instituto psiquiátrico, visitante del Dr. Lawrence y también por la escatología.
- Su frase (de hecho es su única frase): "Eh, eh, eeeeh!". Sin embargo cuando habla por su teléfono móvil lo hace con total lucidez y normalidad.

Dennis Waterman (Walliams)
Actor en paro, basado en un personaje real, caracterizado por su reducido tamaño respecto al resto de cosas (tiene que escalar para subir a una silla), que visita a su representante (Lucas) para negociar papeles en televisión, teatro o cine con la exigencia siempre de cantar una canción. Esa exigencia es siempre rechazada.
- Su frase: "So they want me to write the feem toon, sing the feem toon" (Quieren que escriba la "cancioncilla, cante la "cancioncilla").

El Mr. Man, Roy y Margaret (Walliams y Lucas, Margaret nunca aparece ante las cámaras, solamente se la escucha)
Mr. Man siempre visita el negocio (siempre diferente, desde una tienda de tarjetas de felicitación, a un videoclub) de Roy para pedirle cosas muy concretas, como por ejemplo una tarjeta de felicitación para un hombre de sesenta y cinco años que odia a los perros, a los gatos y a las ranas dibujadas. Roy siempre llama a Margaret, que se encuentra en un almacén (nunca aparece físicamente, sólo su voz). En un episodio se revela que no tiene ni brazos ni piernas, por eso no puede moverse). Le pregunta por el objeto en cuestión y le repite a Mr. Man literalmente todo lo que ella dice. En un episodio Mr. Man revela que es ciego.
- Su frase: Roy: "Margaret, Margareeet!" (cinco segundos o más de pausa) Margaret: "Yes?" (´¿sí?).
- Mr. Man: "I'll wait then" (Entonces esperaré), mientras se queda esperando frente al mostrador.

Carol Beer (Walliams)
Empleada de banca y posteriormente de una agencia de viajes que consulta las peticiones de sus clientes en el ordenador, contestando siempre de forma grosera y negativa a sus clientes. Responde al estereotipo del empleado público.
- Su frase: Después de aporrear su teclado mira a la pantalla y dice: "Computer says no" (La computadora dice que no...), seguido por una tos orientada al cliente. En una ocasión la computadora dijo que sí y la propia Carol no lo podía creer.

Harvey Pincher (Walliams)
Hombre de alto estatus social que pronto se va a casar y todavía bebe leche materna, para estupefacción de la familia de su prometida.
- Sus frases: "Bitty!" (¡teti!). "Hungry!" (¡Hambriento!)

Bernard Chumley (Lucas)
Actor shakesperiano retirado. Vive en la pobreza, pero mantiene sus apariencias y vive de la ayuda social que recibe su hermana Kitty, de la que ya intentó librarse una vez.
Ray McCooney (Walliams)
Propietario de un hotel de Escocia (donde llueve sin parar, pese a lo cual los huéspedes toman "sol" a la intemperie). Pretende vivir en un imaginario mundo medieval, respondiendo sólo con acertijos muy inocentes, sin dar respuestas directas, hablando de fantasías y duendes y tocando un flautín (con el doblaje musical nunca sincronizado) para acentuar sus afirmaciones.
- Su frases: Yeeeessssss... (ssssííííí...). "Maybe I did or maybe I did not..." (puede que lo hiciera, o puede que no...) o cualquier otra frase con respuesta ambigua.

Jason & Gary (Walliams y Lucas, respectivamente)
Dos jóvenes de los suburbios. Jason se enamora platónica y sexualmente de la muy anciana abuela de Gary. Siempre está intentando seducirla o tocarla.
- Su frase: "Wow! I did not know you had such a... beautiful grandma". (Guau, no sabía que tenías una... abuela tan guapa).

La Dama Sally Markham (Lucas)
Personaje obviamente inspirado en Barbara Cartland. Escribe novela rosa, que dicta a una sufrida secretaria (Walliams). Sus argumentos son excesivamente cortos, alargándolos artificialmente con frases como "¡Te quiero!, ¡Te quiero!, ¡Te quiero!" al infinito o introduciendo capítulos enteros de la Biblia sin que vengan a cuento. Su jardinero es aficionado a recortar los setos en formas obscenas.
Mr Cleaves (Lucas)
Profesor de la tradicional escuela británica Kelsey Grammar School (un homenaje al actor Kelsey Grammer). Sus métodos son repetitivos y a menudo denigrantes de sus alumnos. Tiene muchas dificultades para leer.
Ian e Ian, rompedores de records (Lucas y Walliams)
Salen al final de cada capítulo de la primera temporada, buscando romper algún récord del mundo (como por ejemplo, más gente en un Mini-Cooper). Siempre fracasan miserablemente.
Kenny Craig (Lucas)
Hipnotizador que siempre aprovecha sus poderes en su beneficio. Por ejemplo, para conseguir que su novia elija lo más barato de la carta cuando la invita a un restaurante.
- Su frase: "Look into my eyes, look into my eyes, the eyes, the eyes, don't look around the eyes, don't look around the eyes, look into my eyes, one, two, three... you're under!" (Mírame a los ojos, los ojos, los ojos, no alrededor, los ojos, los ojos, un, dos, tres... ¡obedece!) y chasquea los dedos para hipnotizar a su interlocutor, aunque en muchos scketches se sugiere que no es capaz de conseguirlo. Luego al terminar de hipnotizar, chasquea los dedos de nuevo diciendo "3, 2, 1. You're back in the room" (3, 2, 1. Vuelve a la habitación).

Maggie Blackamoor & Judy Pike (Walliams y Lucas)
Dos viejecitas que visitan puestos de comidas en mercados benéficos, probando los productos. Cuando Judy le dice a Maggie (caricatura de una anciana conservadora) que lo que ha comido ha sido preparado por alguna persona negra, asiática, homosexual, etcétera, Maggie vomita violentamente.
Linda Flint (Walliams)
Secretaria de una Universidad, al servicio de los estudiantes. Cuando estos necesitan algo, llama a un tal Martin (nunca aparece) y al hablarle del estudiante en cuestión siempre lo describe de una forma peyorativa (Sandokán a un hindú, calvorota a un calvo, Molly la Verruga a una chica con un lunar en un labio...)
- Su frase: "Martin, it's Linda" (Martin, aquí Linda).

Ting Tong Macadangdang & Dudley Punt (Lucas y Walliams)
Dudley es un viejo inglés que ha conseguido una novia tailandesa por catálogo. El problema es que Ting Tong no es exactamente similar a la foto del anuncio. Dudley quiere librarse inmediatamente de ella, sin embargo Ting Tong siempre acaba suplicando al señor Dudley que le deje quedarse (y lo logra siempre a cambio de sexo). Poco a poco Dudley va aceptando cosas: Ting Tong es un transexual (su verdadero nombre es Tong Ting), en lugar de Tailandia viene de otro barrio de Londres, su madre se va a vivir al piso... Al final Ting Tong transforma el piso del señor Dudley en un restaurante tailandés y este se ve en la calle.
- Su frase: "Pweeeaaasee, Mr Dudwey!" (¡pol favol, señol Dadli!)

La Señora Emery (Walliams)
Una adorable viejecita inglesa que no es consciente de que tiene un problema masivo de incontinencia urinaria.
Pianista (Walliams)
Un virtuoso del piano que siempre interrumpe sus conciertos para responder mensajes de móviles, o preguntar alguna trivialidad.
Liz and Clive (Walliams y Lucas)
Un matrimonio de mediana edad que frecuentan un restaurante chino. Ella siempre está chismorreando y presumiendo de haber sido dama de honor de la actriz británica Mollie Sugden, a pesar de que en un capítulo Mollie se presenta en el restaurante y cuando Clive va a hablar con ella, Liz le lanza un cuchillo a la espalda a la actriz, que alegaba no conocer a ninguna Liz.
Pat and Don (Walliams & Lucas)
Un matrimonio de mediana edad que frecuenta un restaurante indio. Ella siempre advierte a su marido de que no pida picante. La comida siempre es traída al instante de pedirla. Don, al comer la comida picante que siempre pide, empieza a decir citas de películas famosas, cantar canciones populares o hacer imitaciones baratas (sin moverse de la silla).
- Frases de Don: "Not spicy at all" (Para nada picante) "Heeeh Macarena" Al tomar picante.

Denver Mills (Walliams)
Atleta retirado, medallista de plata en los 400 metros lisos en los Juegos Olímpicos de Los Ángeles (no es un personaje real). Vive haciendo discursos en conferencias, donde siempre mete la pata con comentarios poco correctos (ej: en un discurso ante la policía, se compara con ellos por estar siempre "corriendo tras los negros").
Peter Andre (Walliams)
Comentarista en la BBC sobre la Familia Real Británica. Sus comentarios son siempre desafortunados. Acaba despedido de su puesto.
Des Kaye (Walliams)
Un presentador de un programa de televisión infantil, que al ser despedido se pone a trabajar en un hipermercado de bricolaje. Es obvio que está resentido por haber perdido su puesto y no se hace a la idea.
Matthew Waterhouse (Walliams)
Inventor de productos innecesarios en varios campos: telegramas hablados, juegos de mesa, cereales... Su sketch más famoso es cuando quiere ser un besograma. Al no tener éxito intenta ser un enfermeragrama. Y conforme todo avanza empieza a repetir las frases que la encargada le dice pidiendo que se vaya. Pero agregando la terminación "grama" a la frase.
- Su frase: "How's that for starters!" (¡y eso sólo es el comienzo!). """ I got another one""" (Tengo otro).

Sandra Patterson (Walliams)
Madre del pequeño Paul al que quiere convertir en actor siempre usando métodos poco convencionales (por ejemplo, araña la cara a un niño rival en un casting). Paul es bastante normal, pero su madre arruina cualquier casting, tras el cual se dedica a castigar y reñir a Paul.
Edward Grant (Walliams)
Un profesor, recientemente casado con Samantha, su exalumna, a la que sigue tratando como tal. La castiga por haber copiado una receta de cocina, corrige su forma de expresarse, no le deja tomar chicle, etc.
Viv Tudor (Lucas)
Dependienta de una joyería que ha sido robada. Solamente se fija en la belleza de los atracadores.
- Su frase: "Oh, he was gorgeous!" (¡Ohhh, era hermosooo...!)

Sid Pegg (Walliams)
El líder de un comité vecinal dedicado a la autodefensa del barrio. De carácter marcadamente racista, en medio de las reuniones da instrucciones a su esposa para que prepare la comida.
- Su frase: "Wife, [name of food], go!" ('Esposa (nombre de la comida), ya!).

Leonard (Walliams)
Trabajador de un asilo de ancianos, donde les levanta de las sillas para sentarse él mismo o se come sus comidas.
Connor & Abuela (Walliams y Lucas)
La abuela alecciona a Connor sobre cosas que ha hecho que sus padres consideran que están mal para un adolescente, como fumar, tomar drogas, etc. Connor le pregunta a su abuela, y ella siempre le responde que ella lo hizo (exageradamente), pero eran otros tiempos.
- Frase de Connnor: "Woah grandma! I can't believe it!" (Woah, abuela, no me lo puedo creer)
- Frase de la Abuela: "When I was your age..."" (Cuando tenía tu edad...)

Bing Gordon (Walliams)
Astronauta que presume de ser el 8.º hombre en la Luna, de nueve que estuvieron, además de ser el primero con bigote. Cuenta su historia a boy-scouts y niños. Sus borderías al mostrarse celoso de Neil Armstrong y Buzz Aldrin le cuestan algún altercado con el jefe de los boy-scouts (Lucas).
- Frases: "Have you walked on the moon? NO! I'm the only one here who has!" (¿Has andado en la Luna? ¡NO! Soy el único de aquí que lo ha hecho).

Phyllis Church & Mr. Doggie (Walliams)
Americana dueña de un perro al que ella misma pone voz, que de manera absurda la pone en comprometidas situaciones.
- Frases: "Well... no... I can't do that" (Bueno... No... No puedo hacer eso...)
- Frases de Mr. Doggie: "If you loved me, you'd do it" (Si me quisieras lo harías) Cuando la convence para ponerse en dicha absurda y comprometida situación.

Senador y esposa (Walliams y Lucas)
Senador que sale a hacer declaraciones a las puertas de su casa con toda su familia sobre acusaciones homosexuales que él siempre trata de arreglar solo empeorándolas.
- Frases: "No further questions" (No más preguntas)

## Doblaje en Hispanoamérica
- Personajes de Matt Lucas: Ricardo Hill
- Personajes de David Williams: Jorge Ornelas
- Narración: Jorge Santos

Voces adicionales:
- Dulce Guerrero
- Rossy Aguirre
- Francisco Colmenero
- Ángeles Bravo